# Строение (посёлок)
Строе́ние — посёлок сельского типа в Тосненском городском поселении Тосненского района Ленинградской области.

## История

План деревни Строение. 1939 год

Согласно топографической карте 1939 года деревня Строение насчитывала 24 крестьянских двора, она была центром пересечения нескольких конно-деревянных и пешеходно-деревянных дорог.
Деревня была освобождена от немецко-фашистских оккупантов 27 января 1944 года.
По данным 1966 года посёлок Строение входил в состав Тосненского горсовета.
По данным 1973 года посёлок Строение входил в состав Машинского сельсовета Тосненского района.
По данным 1990 года посёлок Строение входил в состав Лисинского сельсовета.
В 1997 году в посёлке Строение Лисинской волости проживали 109 человек, в 2002 году — 225 человек (русские — 86 %).
В 2007 году в посёлке Строение Тосненского ГП — 126 человек.

## География
Посёлок расположен в северо-западной части района на автодороге 41А-003 (Кемполово — Выра — Шапки).
Расстояние до административного центра поселения — 8,5 км.
Через посёлок протекает ручей Смоляной.

## Демография
| 2007 | 2010 | 2017 |
| ---- | ---- | ---- |
| 126  | ↗198 | ↘159 |

## Инфраструктура
Застроен частными жилыми домами, часть которых используются как дачи в летний период. Большинство домов расположены вдоль автодороги 41А-003, фасадами к проезжей части. Имеются также нежилые постройки и кладбище.

## Экономика
В посёлке расположен деревообрабатывающий завод ООО «Статус».

## Транспорт
Через посёлок проходят три автобусных маршрута:
- 311 — Тосно — посёлок Строение — посёлок Лисино-Корпус — Радофинниково
- 313 — Тосно — посёлок Строение — посёлок Лисино-Корпус, железнодорожная станция Лустовка
- 313А — Тосно — посёлок Строение — садоводство «Рубеж»

## Улицы
Дорога на Вырицу, Дорога на Рубеж, Дорога на Сютти.